# Шубани (Чохатаурский муниципалитет)
Шубани (груз. შუბანი) — село в Грузии, на территории Чохатаурского муниципалитета края (мхаре) Гурия.

## География
Село находится в западной части Грузии, к югу от реки Супсы, на расстоянии приблизительно 4 километров (по прямой) к юго-востоку от посёлка городского типа Чохатаури, административного центра муниципалитета. Абсолютная высота — 292 метра над уровнем моря.

## Население
По результатам официальной переписи населения 2014 года, в Шубани проживало 129 человек (61 мужчина и 68 женщин). В национальной структуре населения грузины составляли 100 %.
| Год  | Население, человек |
| ---- | ------------------ |
| 2002 | 144                |
| 2014 | ↘ 129              |